# The Walt Disney Company
A The Walt Disney Company (röviden Disney) a világ egyik legnagyobb média és szórakoztatóipari társasága. 1923. október 16-án alapította Walt Disney és a bátyja, Roy Oliver Disney Disney Brothers Cartoon Studio néven; ma a második legnagyobb médiatársaság az Amerikai Egyesült Államokban. A társaság székhelye a Kalifornia állambeli Burbank. A cég részvénye egyike annak a harminc részvényből álló kosárnak, amelyből a Dow Jones Ipari Átlagot számítják.
Egészen a 21. század elejéig a Walt Disney cég volt a világon a vezető rajzfilmgyártó. Azóta az egyeduralmát megtörték a számítógépes grafikával készült rajzfilmek, mint a Shrek, vagy a Jégkorszak, ennek ellenére még mindig versenyképes.

## Divíziók
A The Buena Vista Motion Pictures Group a Disney fő filmgyártó vállalata, amelybe beletartoznak az alábbi gyártók:
- Walt Disney Pictures
- Touchstone Pictures
- Hollywood Pictures
- Miramax (kizárólag New Yorkból irányít)

## Igazgatók
- 1923–1966: Walt Disney
- 1966–1971: Roy O. Disney
- 1971–1980: Donn Tatum
- 1980–1983: E. Cardon Walker
- 1983–1984: Raymond Watson
- 1984–2004: Michael Eisner
- 2004–2006: George J. Mitchell
- 2007–2012: John E. Pepper jr.
- 2012–2020: Robert Iger
- 2020- : Bob Chapek

## Filmográfia
A Disney által készített és forgalmazott filmek listája:
| Év   | Cím                                                   | Rendező                                                           |
| ---- | ----------------------------------------------------- | ----------------------------------------------------------------- |
| 1937 | Hófehérke és a hét törpe                              | David Dodd Hand                                                   |
| 1940 | Pinokkió                                              | Ben Sharpsteen Hamilton Luske                                     |
| 1940 | Fantázia                                              | jelenetenként más                                                 |
| 1941 | Dumbo                                                 | Ben Sharpsteen                                                    |
| 1942 | Bambi                                                 | David Dodd Hand                                                   |
| 1950 | Hamupipőke                                            | Clyde Geronimi Wilfred Jackson Hamilton Luske                     |
| 1951 | Alice Csodaországban                                  | Clyde Geronimi Wilfred Jackson Hamilton Luske                     |
| 1953 | Pán Péter                                             | Clyde Geronimi Wilfred Jackson Hamilton Luske                     |
| 1955 | Susi és Tekergő                                       | Clyde Geronimi Wilfred Jackson Hamilton Luske                     |
| 1959 | Csipkerózsika                                         | Clyde Geronimi Wolfgang Reitherman Les Clark Eric Larson          |
| 1961 | 101 kiskutya                                          | Clyde Geronimi Hamilton Luske Wolfgang Reitherman                 |
| 1963 | A kőbe szúrt kard                                     | Wolfgang Reitherman                                               |
| 1967 | A dzsungel könyve                                     | Wolfgang Reitherman                                               |
| 1970 | Macskarisztokraták                                    | Wolfgang Reitherman                                               |
| 1973 | Robin Hood                                            | Wolfgang Reitherman                                               |
| 1977 | Micimackó                                             | Wolfgang Reitherman John Lounsbery                                |
| 1977 | A mentőcsapat                                         | Wolfgang Reitherman John Lounsbery Art Stevens                    |
| 1981 | A róka és a kutya                                     | Richard Rich Ted Berman Art Stevens                               |
| 1985 | A fekete üst                                          | Richard Rich Ted Berman                                           |
| 1986 | Basil, a híres egérdetektív                           | Ron Clements John Musker Burny Mattinson David Michener           |
| 1987 | A bátor kis kenyérpirító                              | Jerry Rees                                                        |
| 1987 | Pinokkió és a sötétség fejedelme                      | Hal Sutherland                                                    |
| 1988 | Olivér és társai                                      | George Scribner                                                   |
| 1989 | A kis hableány                                        | Ron Clements John Musker                                          |
| 1990 | Boldogan éltek, míg meg nem haltak                    | John Howley                                                       |
| 1990 | Kacsamesék: Az elveszett lámpa kincse                 | Bob Hathcock                                                      |
| 1990 | Mentőcsapat a kenguruk földjén                        | Hendel Butoy Mike Gabriel                                         |
| 1991 | A szépség és a szörnyeteg                             | Gary Trousdale Kirk Wise                                          |
| 1992 | Aladdin                                               | Ron Clements John Musker                                          |
| 1993 | Karácsonyi lidércnyomás                               | Henry Selick                                                      |
| 1994 | Aladdin 2. – Aladdin és Jafar                         | Tad Stones                                                        |
| 1994 | Az oroszlánkirály                                     | Roger Allers Rob Minkoff                                          |
| 1995 | Goofy                                                 | Kevin Lima                                                        |
| 1995 | Pocahontas                                            | Mike Gabriel Eric Goldberg                                        |
| 1995 | Toy Story – Játékháború                               | John Lasseter                                                     |
| 1996 | James és az óriásbarack                               | Henry Selick                                                      |
| 1996 | A Notre Dame-i toronyőr                               | Gary Trousdale Kirk Wise                                          |
| 1996 | Aladdin 3. – Aladdin és a tolvajok fejedelme          | Tad Stones                                                        |
| 1996 | Timon és Pumba a Föld körül                           | Tony Craig Roberts Gannaway Rob LaDuca Steve Moore Jeff DeGrandis |
| 1997 | Herkules                                              | Ron Clements John Musker                                          |
| 1997 | Micimackó visszatér                                   | Karl Geurs                                                        |
| 1997 | Timon és Pumba nyaralni megy                          | Tony Craig Roberts Gannaway Jeff DeGrandis Darrell Van Citters    |
| 1997 | Timon és Pumba nagy lakomája                          | Tony Craig Roberts Gannaway Jeff DeGrandis Rob LaDuca             |
| 1997 | A szépség és a szörnyeteg 2. – Varázslatos karácsony  | Andy Knight                                                       |
| 1998 | A szépség és a szörnyeteg 3. – Belle bűvös világa     | jelenetenként más                                                 |
| 1998 | Mulan                                                 | Tony Bancroft Barry Cook                                          |
| 1998 | Pocahontas 2. – Vár egy új világ                      | Tom Ellery Bradley Raymond                                        |
| 1998 | Az oroszlánkirály 2. – Simba büszkesége               | Darrell Rooney                                                    |
| 1998 | Egy bogár élete                                       | John Lasseter Andrew Stanton                                      |
| 1999 | A kék szörny                                          | Maurice Joyce                                                     |
| 1999 | Tarzan                                                | Chris Buck Kevin Lima                                             |
| 1999 | Toy Story – Játékháború 2.                            | John Lasseter                                                     |
| 1999 | Fantázia 2000                                         | jelenetenként más                                                 |
| 1999 | Mickey egér – Volt egyszer egy karácsony              | Alex Mann                                                         |
| 1999 | Micimackó: Az ajándékok ideje                         | jelenetenként más                                                 |
| 2000 | Tigris színre lép                                     | Jun Falkenstein                                                   |
| 2000 | Dínó                                                  | Eric Leighton Ralph Zondag                                        |
| 2000 | A kis hableány 2. – A tenger visszavár                | Jim Kammerud Brian Smith                                          |
| 2000 | Eszeveszett birodalom                                 | Mark Dindal                                                       |
| 2001 | Nincs több suli                                       | Chuck Sheetz                                                      |
| 2001 | Susi és Tekergő 2. – Csibész, a csavargó              | Darrell Rooney Jeannine Roussel                                   |
| 2001 | Atlantisz – Az elveszett birodalom                    | Gary Trousdale Kirk Wise                                          |
| 2001 | Szörny Rt.                                            | Pete Docter Lee Unkrich David Silverman                           |
| 2001 | Mickey varázslatos karácsonya: Hórabság az Egértanyán | Tony Craig Roberts Gannaway Rick Schneider-Calabash               |
| 2002 | Pán Péter – Visszatérés Sohaországba                  | Robin Budd Donovan Cook                                           |
| 2002 | Hamupipőke 2. – Az álmok valóra válnak                | John Kafka                                                        |
| 2002 | A Notre Dame-i toronyőr 2. – A harang rejtélye        | Bradley Raymond                                                   |
| 2002 | Lilo és Stitch – A csillagkutya                       | Chris Sanders Dean DeBlois                                        |
| 2002 | Tarzan és Jane                                        | Steve Loter                                                       |
| 2002 | Hüvelyk Matyi és Hüvelyk Panna kalandjai              | Glenn Chaika                                                      |
| 2002 | Micimackó: Boldog új mackóévet                        | Gary Katona Ed Wexler Jamie Mitchell                              |
| 2002 | A kincses bolygó                                      | Ron Clements John Musker                                          |
| 2003 | 101 kiskutya 2. – Paca és Agyar                       | Jim Kammerud Brian Smith                                          |
| 2003 | A dzsungel könyve 2.                                  | Steve Trenbirth                                                   |
| 2003 | Malacka, a hős                                        | Francis Glebas                                                    |
| 2003 | Atlantisz 2. – Milo visszatér                         | Victor Cook Toby Shelton Tad Stones                               |
| 2003 | Némó nyomában                                         | Andrew Stanton Lee Unkrich                                        |
| 2003 | Stitch! – A csillagkutya legújabb kalandjai           | Robert Gannaway Tony Craig                                        |
| 2003 | Mackótestvér                                          | Aaron Blaise Robert Walker                                        |
| 2004 | Stréber                                               | Timothy Björklund Alfred Gimeno                                   |
| 2004 | Az oroszlánkirály 3. – Hakuna Matata                  | Bradley Raymond                                                   |
| 2004 | Micimackó: Tavaszolás Zsebibabával                    | Elliot M. Bour Saul Andrew Blinkoff                               |
| 2004 | A legelő hősei                                        | Will Finn John Sanford                                            |
| 2004 | Mickey egér – A három muskétás                        | Donovan Cook                                                      |
| 2004 | Mulan 2.                                              | Darrell Rooney Lynne Southerland                                  |
| 2004 | A Hihetetlen család                                   | Brad Bird Bill Wise                                               |
| 2004 | Mickey egér – Volt kétszer egy karácsony              | Matthew O'Callaghan                                               |
| 2005 | Micimackó és a Zelefánt                               | Frank Nissen                                                      |
| 2005 | Csipet csapat – Nagy fába kis fejszét                 | Jack Hannah (archivált)                                           |
| 2005 | Csipet csapat – Cseberből vederbe                     | Jack Hannah (archív) Charles A. Nichols (archív)                  |
| 2005 | Jázmin meséi: Bűbáj és varázslat                      | Rob LaDuca (archív) Toby Shelton (archív) Alan Zaslove (archív)   |
| 2005 | Vad galamb                                            | Gary Chapman                                                      |
| 2005 | Tarzan 2.                                             | Brian Smith                                                       |
| 2005 | Lilo és Stitch 2. – Csillagkutyabaj                   | Michael LaBash Tony Leondis                                       |
| 2005 | My Scene – Hollywoodi álom                            | Eric Fogel                                                        |
| 2005 | Csodacsibe                                            | Mark Dindal                                                       |
| 2005 | Eszeveszett birodalom 2. – Kronk, a király            | Elliot M. Bour Saul Andrew Blinkoff                               |
| 2006 | Bambi 2. – Bambi és az erdő hercege                   | Brian Pimental                                                    |
| 2006 | Vadkaland                                             | Steve 'Spaz' Williams                                             |
| 2006 | Verdák                                                | John Lasseter Joe Ranft                                           |
| 2006 | Mackótestvér 2.                                       | Ben Gluck                                                         |
| 2006 | A róka és a kutya 2.                                  | Jim Kammerud                                                      |
| 2007 | Hamupipőke 3. – Elvarázsolt múlt                      | Frank Nissen                                                      |
| 2007 | A Robinson család titka                               | Stephen J. Anderson                                               |
| 2007 | L’ecsó                                                | Brad Bird                                                         |
| 2007 | Disney hercegnők varázslatos meséi                    | David Block                                                       |
| 2008 | WALL·E                                                | Andrew Stanton                                                    |
| 2008 | A kis hableány 3. – A kezdet kezdete                  | Peggy Holmes                                                      |
| 2008 | Csingiling                                            | Bradley Raymond                                                   |
| 2008 | Volt                                                  | Byron Howard Chris Williams                                       |
| 2009 | Fel                                                   | Pete Docter Bob Peterson                                          |
| 2009 | Csingiling és az elveszett kincs                      | Klay Hall                                                         |
| 2009 | Karácsonyi ének                                       | Robert Zemeckis                                                   |
| 2009 | A hercegnő és a béka                                  | John Musker Ron Clements                                          |
| 2010 | Toy Story 3.                                          | Lee Unkrich                                                       |
| 2010 | Csingiling és a nagy tündérmentés                     | Bradley Raymond                                                   |
| 2010 | Aranyhaj és a nagy gubanc                             | Nathan Greno Byron Howard                                         |
| 2011 | Anyát a Marsra                                        | Simon Wells                                                       |
| 2011 | Micimackó                                             | Stephen J. Anderson Don Hall                                      |
| 2011 | Verdák 2.                                             | John Lasseter                                                     |
| 2012 | Merida, a bátor                                       | Mark Andrews Brenda Chapman                                       |
| 2012 | Frankenweenie – Ebcsont beforr                        | Tim Burton                                                        |
| 2012 | Csingiling – A szárnyak titka                         | Ryan Rowe                                                         |
| 2012 | Rontó Ralph                                           | Rich Moore                                                        |
| 2013 | Szörny Egyetem                                        | Dan Scalon                                                        |
| 2013 | Repcsik                                               | Klay Hall                                                         |
| 2013 | Jégvarázs                                             | Chris Buck Jennifer Lee                                           |
| 2014 | Csingiling és a kalóztündér                           | Peggy Holmes                                                      |
| 2014 | Repcsik: A mentőalakulat                              | Roberts Gannaway                                                  |
| 2014 | Hős6os                                                | Don Hall                                                          |
| 2014 | Csingiling és a Soharém legendája                     | Steve Loter                                                       |
| 2015 | Különös varázs                                        | Gary Rydstrom                                                     |
| 2015 | Agymanók                                              | Pete Docter                                                       |
| 2015 | Dínó tesó                                             | Peter Sohn                                                        |
| 2016 | Zootropolis – Állati nagy balhé                       | Rich Moore                                                        |
| 2016 | Szenilla nyomában                                     | Andrew Stanton                                                    |
| 2016 | Vaiana                                                | John Musker Ron Clements                                          |
| 2017 | Verdák 3.                                             | Brian Fee                                                         |
| 2017 | Coco                                                  | Lee Unkrich                                                       |
| 2018 | A Hihetetlen család 2.                                | Brad Bird                                                         |
| 2018 | Ralph lezúzza a netet                                 | Phil Johnston Rich Moore                                          |
| 2019 | Toy Story 4.                                          | Josh Cooley                                                       |
| 2019 | Jégvarázs 2.                                          | Chris Buck Jennifer Lee                                           |

## Disney Channel
2009. szeptember 19-én elindult Magyarországon a Disney Channel. Mivel a Jetixet a The Walt Disney Company működtette, helyére a Disney Channel került. Több országból már kivezették a Jetix-et, Lengyelországban pedig Disney XD lett a neve ugyanezen a napon. (Ott van már Disney Channel.)

## A Walt Disney Magyarországon
A Walt Disney Magyarországon is működtet egy kisebb, 80-100 főt alkalmazó irodát, amely regionális eladási központ, üzemeltetést, webes tartalom- és szoftverfejlesztést végez az Európa, Közel-Kelet, Afrika régión belül.